# Vice Media
Vice Media Group LLC — американо-канадська цифрова медіа та телерадіомовна компанія. Станом на червень 2021 року, Vice Media Group включала п'ять основних напрямків бізнесу: VICE.com (цифровий контент); VICE STUDIOS (кіно та телевиробництво) VICE TV (також відомий як VICELAND); VICE News; та VIRTUE (агентство, що надає креативні послуги). Її назвали найбільшою незалежною молодіжною медіакомпанією у світі з 35 офісами.
Розвиваючись із журналу Vice, який спочатку базувався в Монреалі співзасновниками якого були Сурушем Алві, Шейн Сміт і Ґевін Мак-Іннес, Vice розширив свою діяльність переважно в цифрових ЗМІ, орієнтованих на молодь. Це включало вертикалі онлайн-контенту та відповідні веб-серіали, підрозділ новин Vice News, кіностудію та звукозаписний лейбл серед інших об’єктів. У 2001 році Vice переїхав до Нью-Йорка.
Vice Media спочатку транслювали свої програми новин на каналі HBO, який транслював щотижневий документальний серіал Vice, який отримав премію Еммі, прем’єра якого відбулася у квітні 2013 року. Vice містить сегменти про глобальні проблеми, які проводять співзасновники Сміт і Алві, а також кореспонденти, що змінюються.  Вони також транслювали «Vice News Tonight», прем’єра якого відбулася 10 жовтня 2016 року, щовечора демонстрували глобальні новини, технології, навколишнє середовище, економіку та поп-культуру, уникаючи традиційних ведучих новин.    Однак 10 червня 2019 року HBO оголосив про скасування новинної програми на додаток до припинення відносин із Vice Media після семирічної співпраці.
У серпні 2019 року повідомлялося, що компанія звільняє персонал у рамках переходу на новини, що передбачає злиття VICELAND і VICE News. 

## Історія

### Заснування та перші роки (1994–2005)
Засновники Vice Media Шейн Сміт, Суруш Алві та Гевін МакІннес запустили журнал Voice of Montreal у жовтні 1994 року в Монреалі, Квебек, Канада, за фінансування уряду, щоб висвітлювати музику, мистецтво, тенденції та культуру наркотиків, які не висвітлюються в пресі. Журнал був альтернативою Montreal Mirror, який тоді сприймався альтернативною англомовною сценою Монреаля як надто мейнстрім. У 1990-х роках монреальський район Плато Мон-Рояль / Майл-Енд був домом для субкультури, що розвивалася з появою таких колективів, як Godspeed You! Black Emperor, Dummies Theatre, Bran Van 3000 і пізніше Arcade Fire.
У 1996 році вони змінили назву на Vice, і в міру того, як журнал ставав успішнішим, компанії стало важко масштабувати свою діяльність у Канаді. Після інвестування 4 мільйонів доларів канадським інвестором Річардом Шалвінскі Vice переїхав до Нью-Йорка в 1999 році. У 2001 році співзасновники викупили Vice і переїхали до нових офісів у Вільямсбурзі, Бруклін. Журнал продовжував привертати увагу та читацьку аудиторію завдяки своєму змісту, коментарям і внескам фотографів Террі Річардсона та Раяна Макгінлі. Потім журнал швидко вийшов на міжнародний рівень, коли Ендрю Крейтон та Енді Кеппер стали співзасновниками британського підрозділу Vice. Потім журнал розширився на п’ять континентів.

### Цифрова експансія (2006–2011)
У 2006 році за порадою креативного директора Спайка Джонза компанія Vice розпочала розширення сфери цифрового відео, запустивши новий відеосервіс VBS.tv як спільне підприємство з MTV Networks. VBS отримав базу шанувальників завдяки таким шоу, як The Vice Guide To Travel, Epicly Later'd, Toxic і Hamilton's Pharmacopeia. У документальних фільмах на каналі були незвичні теми, їх вели молоді люди, які працюють у Vice Media, часто самі засновники.
У 2007 році Vice Media почала агресивно розширювати свою роботу з цифровим відео, запускаючи нові канали, такі як Motherboard (техніка), Noisey (музика) і The Creators Project, мистецький/технологічний сайт, заснований у партнерстві з Intel. Пізніше Vice Media запустили сайти про електронну музику (Thump), глобальні новини (Vice News), їжу (Munchies) і спорт (Vice Sports). Крім того, Vice Media запустила Virtue Worldwide, агентство креативних послуг, щоб розширити свої можливості для роботи на своїх платформах. У цей час Сантьяго Стеллі був директором із контенту VBS.tv (2006  –  2010) і креативним директором Vice Media (2010  –  2012).

### Поточна історія (з 2012 по 2023 рік)
У 2012 році Vice Media продовжувала розширювати висвітлення новин і поточних подій.
З припиненням роботи VBS.tv компанія Vice почала випускати такі фільми, як «Найстрашніший збирач боргів Великобританії», «Історія кохання Свонсі», «Найстрашніший наркотик у світі» та «У надлюдському світі крижаної людини» через свій головний веб-сайт і канал YouTube, а також нові серіали, як-от «Слутевер», Окраїни, індустрія кохання та вищого суспільства. Як і попередній вміст Vice, їхні онлайн-фільми та серіали майже завжди показували на екрані таких ведучих, як Томас Мортон, Раян Даффі, Метт Ши, Карлі Шортіно, Шарлет Дубок і Крішна Андаволу.
У середині серпня 2013 року 21st Century Fox Руперта Мердока інвестувала 70 мільйонів доларів США у Vice Media, що призвело до 5-відсоткової частки. Після оголошення Сміт пояснив: «Ми налаштувалися створити глобальну платформу, але зберегли контроль».
У 2013 році Vice Media показала нову 30-хвилинну програму новин для HBO під назвою Vice, виконавчим продюсером якої став Білл Махер. У 2014 році другий сезон шоу отримав премію Creative Arts Emmy Award за видатний інформаційний або спеціальний серіал на 66-й премії Creative Arts Emmy Awards.
У 2014 році Vice Media запустила свій новинний канал Vice News, який майже одразу привернув світову увагу завдяки висвітленню протестів і конфлікту в Україні та Венесуелі. Станом на жовтень 2014 року редактор Newsbeat BBC Radio 1 стверджував, що BBC «наздоганяє» Vice News.
У січні 2023 року Vice почала вивчати можливість продажу. 24 лютого 2023 року Дубюк залишила посаду генерального директора, оскільки компанія зіткнулася з проблемами отримання річного прибутку та пошуку покупця. 1 травня 2023 року The New York Times повідомила, що Vice готується подати заяву про банкрутство. Відповідно до Deadline, основний боржник Vice Fortress Investment Group, швидше за все, отримає контроль над часткою в Vice Media в результаті будь-якої заяви про банкрутство відповідно до розділу 11. Через два тижні, 15 травня, Vice Media офіційно подала заяву про банкрутство відповідно до розділу 11, як частину можливого продажу консорціуму кредиторів, включаючи Fortress Investment Group, який разом із Soros Fund Management і Monroe Capital інвестує 225 мільйонів доларів як кредитну пропозицію майже для всіх своїх активів.

### Vice Music
Vice Records або Vice Music, заснований у 2002 році, є внутрішнім звукозаписним лейблом Vice. Він випустив альбоми та сингли таких виконавців через різних великих дистриб’юторів:
- 120 Days
- Acrassicauda
- Action Bronson
- Almighty Defenders
- Black Lips
- Bloc Party
- Boredoms
- Charlotte Gainsbourg
- Chromeo
- Death From Above 1979
- Deniro Farrar
- Fucked Up
- Growing
- Head Wound City
- Justice
- King Khan and the Shrines
- Lullabye Arkestra
- Off!
- Rich Boy
- The Raveonettes
- The Stills
- The Streets
- Team Spirit
- Vybz Kartel

### Vice Films
З 2007 року Vice Media випускає документальні фільми через лейбл Vice Films. Її першим театральним релізом стала «Біла блискавка» у 2009 роц. Vice Films випустив свій перший повнометражний фільм «Рибалка без сіток» у 2014 році. 8 грудня 2014 року 20th Century Fox і Vice Media оголосили про співпрацю для фінансування, виробництва, розповсюдження, продажу та придбання сюжетних фільмів під брендом Vice Films.
Документальні та повнометражні фільми від Vice Films були відзначені великими американськими та міжнародними кінофестивалями. Каттер Годієрн отримав нагороду за найкращу режисуру на кінофестивалі Sundance у 2014 році за фільм «Рибалка без сіток». «Погана партія», ще один повнометражний фільм, отримав спеціальний приз журі на Венеціанському кінофестивалі 2016 року.
Vice Films також випустив повнометражний рок-документальний фільм 2008 року «Heavy Metal in Baghdad», який розповідає про треш-метал-гурт Acrassicauda в Іраку. The New York Times високо оцінила виробництво та репортажі, назвавши їх «зворушливим свідченням тяжкого становища культурного самовираження в Багдаді та вражаючим звітом про ситуацію з біженцями в Сирії».
Енді Кеппер зняв «Перевтілення» зі Снуп Доггом і Дипло в головних ролях, прем'єра якого відбулася на Міжнародному кінофестивалі в Торонто. Netflix придбав права. Він також зняв «Lil Bub &amp; Friendz», який переміг на кінофестивалі Трайбека 2013 року.
Після прем’єри на Венеціанському кінофестивалі у вересні 2017 року Netflix придбав права на документальний фільм Vice Films «Джим і Енді» про роль Джима Керрі в образі покійного Енді Кауфмана у фільмі «Людина на Місяці». Режисером фільму став Кріс Сміт, а продюсером – Спайк Джонз.

## Розширення офісу в Брукліні
У липні 2014 року Vice Media оголосила про перенесення своєї штаб-квартири в нову будівлю у Вільямсбурзі, Бруклін, де з 1999 року був їхній офіс у Нью-Йорку. Відповідно до статті в The Wall Street Journal, цей крок дозволить їм подвоїти поточний розмір офісу та найняти близько 500 нових співробітників.
Після цього оголошення два музичні заклади, що займають будівлю, Glasslands Gallery та Death By Audio, незабаром оголосили про закриття. Після оголошення керівництва Glasslands у жовтні 2014 року про те, що мистецький заклад закриється наприкінці 2014 року, таким чином він стане третім музичним закладом у Вільямсбурзі, який закриється через розширення Vice Media — поряд із 285 Kent і Death By Audio — журнал Big Shot стверджував, що Бруклінське музичне співтовариство отримало «відомий удар ногою в пах».